# N’Kob

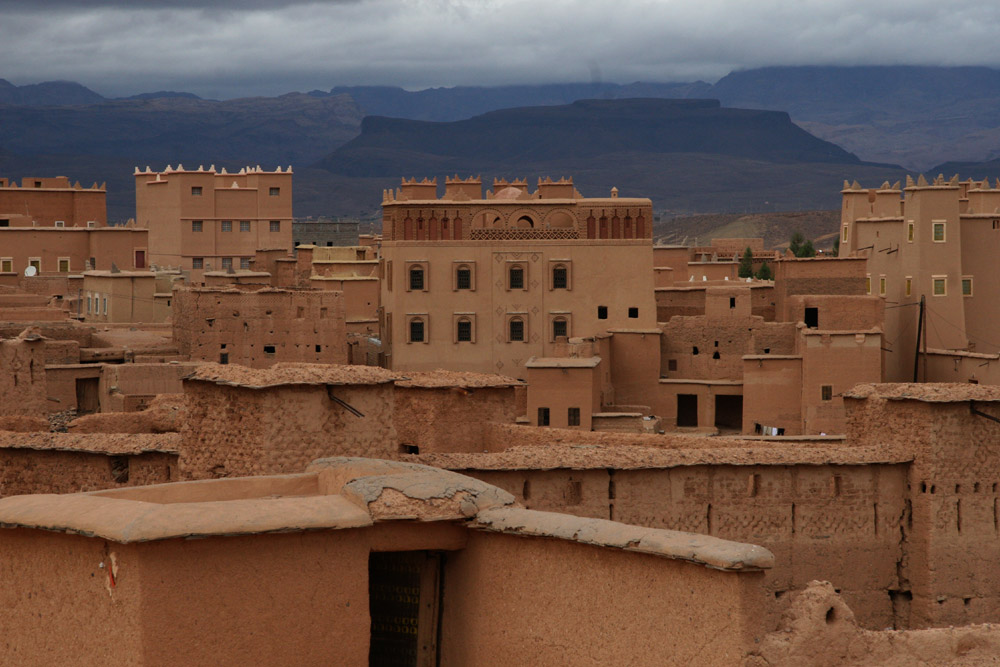
N’Kob – Ortsbild

N’Kob (manchmal auch Nkob oder Nekob geschrieben; arabisch النقوب, Zentralatlas-Tamazight ⵏⵇⵯⴱ Nqʷb) ist eine knapp 8000 Einwohner zählende Oase und eine Landgemeinde (commune rurale) auf der Südseite des Jbel-Sarhro-Gebirgszugs in der marokkanischen Provinz Zagora in der Region Drâa-Tafilalet.

## Lage und Klima
N’Kob liegt zwischen zwei im Winter und Frühjahr wasserführenden Gebirgsflüssen etwa 140 km (Fahrtstrecke) östlich von Ouarzazate bzw. gut 100 km nördlich von Zagora an der R108 in einer Höhe von etwa 1045 m; der sehenswerte Ort Alnif  ist ca. 95 km in Richtung Erfoud entfernt. Das Klima ist wüstenartig; der spärliche Regen (ca. 95 mm/Jahr) fällt hauptsächlich in den Wintermonaten.

## Bevölkerung
| Jahr      | 1994 | 2004 | 2014 | 2024 |
| Einwohner | 5344 | 6782 | 7209 | 7742 |

Die ortsansässige Bevölkerung besteht nahezu ausschließlich aus Berbern vom Stamm der Aït Atta. Man spricht den regionalen Berberdialekt, aber auch Marokkanisches Arabisch und Französisch.

## Wirtschaft
Bis weit ins 20. Jahrhundert hinein lebten die Bewohner der Dattelpalmenoase als Selbstversorger im Wesentlichen von der Landwirtschaft, zu der auch die Viehzucht (Esel, Schafe, Ziegen, Hühner) gehörte; auch Handel und Handwerk spielten eine gewisse Rolle. Seit den 1970er Jahren haben die Einnahmen aus dem Trekking- und Wandertourismus im Gebiet des Jbel Sarhro eine nicht unwesentliche Bedeutung für die wirtschaftliche Gesamtsituation des Ortes erlangt.

## Geschichte
Mangels schriftlicher Aufzeichnungen ist über die ältere Geschichte des Ortes so gut wie nichts bekannt. Der Stamm der Aït Atta widersetzte sich bis in die 1930er Jahre der französischen Kolonialherrschaft. Berühmt ist die Entscheidungsschlacht in den nordöstlich gelegenen Bergschluchten des 1598 m hohen Jbel Bou Gafer, wohin sich eine etwa 4000 Personen zählende Stammesgruppe mitsamt ihren Viehherden im Januar 1933 zurückgezogen hatte. Nach hohen Verlusten auf beiden Seiten einigten sich die Kontrahenten darauf, dass der Stamm seine eigene Gerichtsbarkeit beibehalten könne und nicht unter die Oberherrschaft von Thami El Glaoui kommen würde.

## Sehenswürdigkeiten
- N’Kob ist in Marokko die Stadt mit den meisten Lehmbauten (tighremts) – man spricht von 45 oder gar 52 noch halbwegs intakten Bauten dieser Art.
- In der Umgebung von N’Kob kann man in Begleitung eines Führers einige Felszeichnungen besichtigen.
- Die meisten Touristen kommen wegen der Wander- und Trekkingtouren im noch sehr ursprünglichen Sarhro-Gebirge. Eine etwa 3-tägige Querung des Gebirges mit dem Ende in Tagdilt ist ebenfalls möglich. Andere Touren führen zu den Wasserfällen bei Taslift.